# Röån
Röån är en å i Sollefteå kommun, Ångermanland. Röån avvattnar Betarsjön och utmynnar i Ångermanälven.  Tarån flyter ihop med Röån nedströms byn Röån.
Ån är rik på bl.a. harr och öring och är ett bra paddelvatten. Hösten 2007 hotades Röån och dess naturvärden av utbyggnadsplaner från SCA. Efter kraftiga protester lade dock SCA ner dessa planer.